# لیک باتلر، شهرستان یونیون، فلوریدا
لیک باتلر (به انگلیسی: Lake Butler) شهری در شهرستان یونیون ایالت فلوریدا است که در سال ۱۸۹۳ بنیان‌گذاری شده‌است. این شهر طبق سرشماری سال ۲۰۱۰ میلادی، ۲٬۱۹۰ نفر جمعیت داشته و مساحت آن نیز ۴٫۸ کیلومتر مربع است.